# Cherbonnières
Cherbonnières és un municipi francès situat al departament del Charente Marítim i a la regió de la Nova Aquitània. L'any 2007 tenia 339 habitants.

## Demografia

### Població
El 2007 la població de fet de Cherbonnières era de 339 persones. Hi havia 152 famílies de les quals 60 eren unipersonals (24 homes vivint sols i 36 dones vivint soles), 44 parelles sense fills, 36 parelles amb fills i 12 famílies monoparentals amb fills.
La població ha evolucionat segons el següent gràfic:
Habitants censats

### Habitatges
El 2007 hi havia 208 habitatges, 156 eren l'habitatge principal de la família, 26 eren segones residències i 26 estaven desocupats. 203 eren cases i 4 eren apartaments. Dels 156 habitatges principals, 127 estaven ocupats pels seus propietaris, 19 estaven llogats i ocupats pels llogaters i 10 estaven cedits a títol gratuït; 1 tenia una cambra, 7 en tenien dues, 25 en tenien tres, 32 en tenien quatre i 91 en tenien cinc o més. 134 habitatges disposaven pel capbaix d'una plaça de pàrquing. A 83 habitatges hi havia un automòbil i a 51 n'hi havia dos o més.

### Piràmide de població
La piràmide de població per edats i sexe el 2009 era:
| Homes | Edats   | Dones |
| ----- | ------- | ----- |
| 0     | 95 o +  | 0     |
| 0     | 90 a 94 | 0     |
| 0     | 85 a 89 | 12    |
| 12    | 80 a 84 | 0     |
| 0     | 75 a 79 | 16    |
| 16    | 70 a 74 | 4     |
| 8     | 65 a 69 | 20    |
| 8     | 60 a 64 | 12    |
| 20    | 55 a 59 | 12    |
| 16    | 50 a 54 | 20    |
| 12    | 45 a 49 | 16    |
| 16    | 40 a 44 | 16    |
| 12    | 35 a 39 | 0     |
| 4     | 30 a 34 | 20    |
| 0     | 25 a 29 | 0     |
| 8     | 20 a 24 | 12    |
| 28    | 15 a 19 | 8     |
| 20    | 10 a 14 | 4     |
| 12    | 5 a 9   | 12    |
| 4     | 0 a 4   | 4     |

## Economia
El 2007 la població en edat de treballar era de 190 persones, 136 eren actives i 54 eren inactives. De les 136 persones actives 124 estaven ocupades (68 homes i 56 dones) i 12 estaven aturades (4 homes i 8 dones). De les 54 persones inactives 25 estaven jubilades, 10 estaven estudiant i 19 estaven classificades com a «altres inactius».

### Ingressos
El 2009 a Cherbonnières hi havia 159 unitats fiscals que integraven 336 persones, la mediana anual d'ingressos fiscals per persona era de 14.045 €.

### Activitats econòmiques
Dels 10 establiments que hi havia el 2007, 2 eren d'empreses de construcció, 4 d'empreses de comerç i reparació d'automòbils, 1 d'una empresa de transport, 1 d'una empresa de serveis i 2 d'empreses classificades com a «altres activitats de serveis».
Dels 2 establiments de servei als particulars que hi havia el 2009, 1 era un guixaire pintor i 1 electricista.
L'únic establiment comercial que hi havia el 2009 era una carnisseria.
L'any 2000 a Cherbonnières hi havia 23 explotacions agrícoles que ocupaven un total de 1.190 hectàrees.

## Equipaments sanitaris i escolars
El 2009 hi havia una escola maternal integrada dins d'un grup escolar amb les comunes properes formant una escola dispersa.

## Poblacions més properes
El següent diagrama mostra les poblacions més properes.